# Tramwaje w Meiringen
Tramwaje w Meiringen − zlikwidowany system komunikacji tramwajowej w szwajcarskich miastach: Meiringen i Aareschlucht, działający w latach 1912−1956.

## Historia
10 listopada 1910 powstała spółka Trambahn Meiringen–Reichenbach–Aareschlucht (MRA). W 1912 rozpoczęto budowę pierwszej linii. Trasę tramwajową o długości 2,8 km otwarto 24 sierpnia 1912. Linia połączyła dworzec kolejowy w Meiringen, stację kolei linowo-terenowej w Reichenbach, sanatorium z wąwozem rzeki Aare. Na obu końcach linii zostały zbudowane pętle. Po II wojnie światowej mieszkańcom nie podobał się tramwaj na głównej ulicy Meiringen. Linię tramwajową zlikwidowano 16 września 1956 i zastąpiono linią autobusową. Tory rozebrano w 1958. Zajezdnia tramwajowa mieściła się naprzeciw dworca kolejowego Meiringen. Na rzece Aare znajdował się most dla tramwajów. Tramwaje kursowały tylko latem. Przejazd całą linią zajmował 12 minut. Napięcie w sieci trakcyjnej wynosiło 500 V DC.

## Linia
W Meiringen działa jedna linia tramwajowa:
- Meiringen SBB − Aareschlucht

## Tabor
W związku z opóźniającymi się dostawami zamówionych tramwajów wypożyczono dwa tramwaje z Lucerny i dwa z Zurychu. Zamówione tramwaje dotarły w kwietniu 1913. Spółka MRA posiadała 3 wagony silnikowe i 4 doczepne.
Dane techniczne taboru:
| Typ    | Rok produkcji | Liczba egzemplarzy/numery | Długość | Waga   | Uwagi            |
| ------ | ------------- | ------------------------- | ------- | ------ | ---------------- |
| Ce 2/2 | 1913          | 3/1−3                     | 9 m     | 10 ton | wagony silnikowe |
| C      | 1912          | 4/21−24                   | 7,5 m   | 4 ton  | wagony doczepne  |